# Formula 1 – sezona 1954.
| FIA Svjetsko automobilističko prvenstvo 1954. | FIA Svjetsko automobilističko prvenstvo 1954. |
|                                               | Prvak                                         |
| --------------------------------------------- | --------------------------------------------- |
| Vozač                                         | Juan Manuel Fangio (Mercedes, Maserati)       |
| Prethodna sezona                              | Sljedeća sezona                               |
| 1953.                                         | 1955.                                         |

Formula 1 – sezona 1954. je bila 5. sezona u prvenstvu Formule 1. Vozilo se 9 utrka u periodu od 17. siječnja do 24. listopada 1954. godine, a prvak je postao Juan Manuel Fangio u bolidima Maserati i Mercedes.

## Sažetak sezone
Juan Manuel Fangio je, sa šest pobjeda u devet utrka, osvojio svoj drugi naslov svjetskog prvaka. Fangio je sezonu započeo u Maseratiju u kojem je u dvije utrke dva puta pobijedio, nakon čega prelazi u Mercedes, momčad koja se uključila u prvenstvo sredinom sezone. 
Branitelj naslova Alberto Ascari nije imao uspješnu sezone. Nakon što je krajem 1953. napustio Ferrari zbog nesuglasica oko plaće, Ascari je potpisao za Lanciju. No kako njihov bolid nije bio spreman sve do posljednje utrke na VN Španjolske, Gianni Lancia je dao dopuštenje Ascariju da nastupi dva puta za Maserati i jednom za Ferrari, no Ascari nije ostvario uspjeh.
Argentinac Onofre Marimón, poginuo je u kvalifikacijama na Velikoj nagradi Njemačke na Nürburgringu. Prvi je to vozač u povijesti Formule 1, koji je poginuo na jednom Grand Prix vikendu.
Na Velikoj nagradi Velike Britanije, čak 7 vozača (Fangio, Ascari, Marimón, Jean Behra, José Froilán González, Mike Hawthorn, Stirling Moss) su odvozila najbrži krug utkre. 1 bod koji se dodjeljivao vozaču koji je ostvario najbrži krug, u ovom slučaju je bio podijeljen između 7 vozača, tako da je svaki dobio 0,14 bodova.
Utrka 500 milja Indianapolisa drugu godinu zaredom, pripala je Billu Vukovichu.

## Vozači i konstruktori
Popis ne uključuje američke vozače koji su se natjecali na 500 milja Indianapolisa.
| Konstruktor           | Momčad / Sudionik                   | Šasija                                      | Motor                                                    | Gume | Vozač                 | Utrke     |
| --------------------- | ----------------------------------- | ------------------------------------------- | -------------------------------------------------------- | ---- | --------------------- | --------- |
| Ferrari               | Scuderia Ferrari                    | Ferrari 625 F1 Ferrari 553 Ferrari Tipo 500 | Ferrari 625 2.5 L4 Ferrari 554 2.5 L4 Ferrari 500 2.0 L4 | P    | Nino Farina           | 1, 3      |
| Ferrari               | Scuderia Ferrari                    | Ferrari 625 F1 Ferrari 553 Ferrari Tipo 500 | Ferrari 625 2.5 L4 Ferrari 554 2.5 L4 Ferrari 500 2.0 L4 | P    | José Froilán González | 1, 3–8    |
| Ferrari               | Scuderia Ferrari                    | Ferrari 625 F1 Ferrari 553 Ferrari Tipo 500 | Ferrari 625 2.5 L4 Ferrari 554 2.5 L4 Ferrari 500 2.0 L4 | P    | Mike Hawthorn         | 1, 3–9    |
| Ferrari               | Scuderia Ferrari                    | Ferrari 625 F1 Ferrari 553 Ferrari Tipo 500 | Ferrari 625 2.5 L4 Ferrari 554 2.5 L4 Ferrari 500 2.0 L4 | P    | Umberto Maglioli      | 1, 7–8    |
| Ferrari               | Scuderia Ferrari                    | Ferrari 625 F1 Ferrari 553 Ferrari Tipo 500 | Ferrari 625 2.5 L4 Ferrari 554 2.5 L4 Ferrari 500 2.0 L4 | P    | Maurice Trintignant   | 4–9       |
| Ferrari               | Scuderia Ferrari                    | Ferrari 625 F1 Ferrari 553 Ferrari Tipo 500 | Ferrari 625 2.5 L4 Ferrari 554 2.5 L4 Ferrari 500 2.0 L4 | P    | Piero Taruffi         | 6         |
| Ferrari               | Scuderia Ferrari                    | Ferrari 625 F1 Ferrari 553 Ferrari Tipo 500 | Ferrari 625 2.5 L4 Ferrari 554 2.5 L4 Ferrari 500 2.0 L4 | P    | Robert Manzon         | 7–8       |
| Ferrari               | Scuderia Ferrari                    | Ferrari 625 F1 Ferrari 553 Ferrari Tipo 500 | Ferrari 625 2.5 L4 Ferrari 554 2.5 L4 Ferrari 500 2.0 L4 | P    | Alberto Ascari        | 8         |
| Ferrari               | Ecurie Rosier                       | Ferrari Tipo 500 Ferrari 625 F1             | Ferrari 500 2.0 L4 Ferrari 625 2.5 L4                    | D P  | Louis Rosier          | 1, 4–6    |
| Ferrari               | Ecurie Rosier                       | Ferrari Tipo 500 Ferrari 625 F1             | Ferrari 500 2.0 L4 Ferrari 625 2.5 L4                    | D P  | Maurice Trintignant   | 1, 3      |
| Ferrari               | Ecurie Rosier                       | Ferrari Tipo 500 Ferrari 625 F1             | Ferrari 500 2.0 L4 Ferrari 625 2.5 L4                    | D P  | Robert Manzon         | 4–6, 9    |
| Ferrari               | Ecurie Francorchamps                | Ferrari 500                                 | Ferrari 500 2.0 L4                                       | E    | Jacques Swaters       | 3, 7, 9   |
| Ferrari               | Scuderia Ambrosiana                 | Ferrari 500                                 | Ferrari 500 2.0 L4                                       | A    | Reg Parnell           | 5         |
| Maserati              | Officine Alfieri Maserati           | Maserati 250F Maserati A6GCM                | Maserati 250F1 2.5 L6 Maserati A6 2.0 L6                 | P    | Juan Manuel Fangio    | 1, 3      |
| Maserati              | Officine Alfieri Maserati           | Maserati 250F Maserati A6GCM                | Maserati 250F1 2.5 L6 Maserati A6 2.0 L6                 | P    | Onofre Marimón        | 1, 3–6    |
| Maserati              | Officine Alfieri Maserati           | Maserati 250F Maserati A6GCM                | Maserati 250F1 2.5 L6 Maserati A6 2.0 L6                 | P    | Luigi Musso           | 1, 8–9    |
| Maserati              | Officine Alfieri Maserati           | Maserati 250F Maserati A6GCM                | Maserati 250F1 2.5 L6 Maserati A6 2.0 L6                 | P    | Prince Bira           | 1         |
| Maserati              | Officine Alfieri Maserati           | Maserati 250F Maserati A6GCM                | Maserati 250F1 2.5 L6 Maserati A6 2.0 L6                 | P    | Sergio Mantovani      | 3–4, 6–9  |
| Maserati              | Officine Alfieri Maserati           | Maserati 250F Maserati A6GCM                | Maserati 250F1 2.5 L6 Maserati A6 2.0 L6                 | P    | Alberto Ascari        | 4–5       |
| Maserati              | Officine Alfieri Maserati           | Maserati 250F Maserati A6GCM                | Maserati 250F1 2.5 L6 Maserati A6 2.0 L6                 | P    | Luigi Villoresi       | 4–6, 8    |
| Maserati              | Officine Alfieri Maserati           | Maserati 250F Maserati A6GCM                | Maserati 250F1 2.5 L6 Maserati A6 2.0 L6                 | P    | Roberto Mieres        | 7–9       |
| Maserati              | Officine Alfieri Maserati           | Maserati 250F Maserati A6GCM                | Maserati 250F1 2.5 L6 Maserati A6 2.0 L6                 | P    | Stirling Moss         | 7, 9      |
| Maserati              | Officine Alfieri Maserati           | Maserati 250F Maserati A6GCM                | Maserati 250F1 2.5 L6 Maserati A6 2.0 L6                 | P    | Harry Schell          | 7         |
| Maserati              | Officine Alfieri Maserati           | Maserati 250F Maserati A6GCM                | Maserati 250F1 2.5 L6 Maserati A6 2.0 L6                 | P    | Louis Rosier          | 8         |
| Maserati              | Officine Alfieri Maserati           | Maserati 250F Maserati A6GCM                | Maserati 250F1 2.5 L6 Maserati A6 2.0 L6                 | P    | Paco Godia            | 9         |
| Maserati              | Harry Schell                        | Maserati A6GCM Maserati 250F                | Maserati A6 2.0 L6 Maserati 250F1 2.5 L6                 | P    | Harry Schell          | 1, 4–6, 9 |
| Maserati              | Emmanuel de Graffenried             | Maserati A6GCM                              | Maserati A6 2.0 L6                                       | P    | Toulo de Graffenried  | 1, 9      |
| Maserati              | Emmanuel de Graffenried             | Maserati A6GCM                              | Maserati A6 2.0 L6                                       | P    | Ottorino Volonterio   | 9         |
| Maserati              | Roberto Mieres                      | Maserati A6GCM Maserati 250F                | Maserati A6 2.0 L6 Maserati 250F1 2.5 L6                 | P    | Roberto Mieres        | 1, 3–6    |
| Maserati              | Jorge Daponte                       | Maserati A6GCM                              | Maserati A6 2.0 L6                                       | P    | Jorge Daponte         | 1, 8      |
| Maserati              | Onofre Marimón                      | Maserati A6GCM                              | Maserati A6 2.0 L6                                       | P    | Carlos Menditeguy     | 1         |
| Maserati              | Prince Bira                         | Maserati 250F                               | Maserati 250F1 2.5 L6                                    | P    | Prince Bira           | 3–6, 9    |
| Maserati              | Prince Bira                         | Maserati 250F                               | Maserati 250F1 2.5 L6                                    | D    | Ron Flockhart         | 5         |
| Maserati              | Equipe Moss A.E. Moss               | Maserati 250F                               | Maserati 250F1 2.5 L6                                    | P    | Stirling Moss         | 3, 5–6, 8 |
| Maserati              | Ecurie Rosier                       | Maserati 250F                               | Maserati 250F1 2.5 L6                                    | P    | Louis Rosier          | 9         |
| Maserati              | Owen Racing Organisation            | Maserati 250F                               | Maserati 250F1 2.5 L6                                    | D    | Ken Wharton           | 4–7, 9    |
| Maserati              | Owen Racing Organisation            | Maserati 250F                               | Maserati 250F1 2.5 L6                                    | D    | Guerino Bertocchi     | 9         |
| Maserati              | Gilby Engineering                   | Maserati 250F                               | Maserati 250F1 2.5 L6                                    | D    | Roy Salvadori         | 4–5       |
| Maserati              | Giovanni de Riu                     | Maserati A6GCM                              | Maserati A6 2.0 L6                                       | P    | Giovanni de Riu       | 8         |
| Gordini               | Equipe Gordini                      | Gordini T16                                 | Gordini 23 2.5 L6                                        | E    | Jean Behra            | 1, 3–9    |
| Gordini               | Equipe Gordini                      | Gordini T16                                 | Gordini 23 2.5 L6                                        | E    | Élie Bayol            | 1         |
| Gordini               | Equipe Gordini                      | Gordini T16                                 | Gordini 23 2.5 L6                                        | E    | Roger Loyer           | 1         |
| Gordini               | Equipe Gordini                      | Gordini T16                                 | Gordini 23 2.5 L6                                        | E    | Paul Frère            | 3–4, 6    |
| Gordini               | Equipe Gordini                      | Gordini T16                                 | Gordini 23 2.5 L6                                        | E    | André Pilette         | 3, 5–6    |
| Gordini               | Equipe Gordini                      | Gordini T16                                 | Gordini 23 2.5 L6                                        | E    | Jacques Pollet        | 4, 9      |
| Gordini               | Equipe Gordini                      | Gordini T16                                 | Gordini 23 2.5 L6                                        | E    | Clemar Bucci          | 5–8       |
| Gordini               | Equipe Gordini                      | Gordini T16                                 | Gordini 23 2.5 L6                                        | E    | Fred Wacker           | 7–8       |
| Gordini               | Georges Berger                      | Gordini T16                                 | Gordini 23 2.5 L6                                        | E    | Georges Berger        | 4         |
| Mercedes              | Daimler Benz AG                     | Mercedes W196                               | Mercedes M196 2.5 L8                                     | C    | Juan Manuel Fangio    | 4–9       |
| Mercedes              | Daimler Benz AG                     | Mercedes W196                               | Mercedes M196 2.5 L8                                     | C    | Karl Kling            | 4–9       |
| Mercedes              | Daimler Benz AG                     | Mercedes W196                               | Mercedes M196 2.5 L8                                     | C    | Hans Herrmann         | 4, 6–9    |
| Mercedes              | Daimler Benz AG                     | Mercedes W196                               | Mercedes M196 2.5 L8                                     | C    | Hermann Lang          | 6         |
| HWM-Alta              | Hersham and Walton Motors           | HWM 53                                      | Alta GP 2.5 L4                                           | D    | Lance Macklin         | 4         |
| Connaught-Lea-Francis | Bill Whitehouse                     | Connaught A                                 | Lea-Francis 2.0 L4                                       | D    | Bill Whitehouse       | 5         |
| Connaught-Lea-Francis | Leslie Marr                         | Connaught A                                 | Lea-Francis 2.0 L4                                       | D    | Leslie Marr           | 5         |
| Connaught-Lea-Francis | R.R.C. Walker Racing Team           | Connaught A                                 | Lea-Francis 2.0 L4                                       | D    | John Riseley-Prichard | 5         |
| Connaught-Lea-Francis | Sir Jeremy Boles                    | Connaught A                                 | Lea-Francis 2.0 L4                                       | D    | Don Beauman           | 5         |
| Connaught-Lea-Francis | Ecurie Ecosse                       | Connaught A                                 | Lea-Francis 2.0 L4                                       | D    | Leslie Thorne         | 5         |
| Cooper-Bristol        | R.J. Chase                          | Cooper T23                                  | Bristol BS1 2.0 L6                                       | D    | Alan Brown            | 5         |
| Cooper-Bristol        | Gould's Garage                      | Cooper T23                                  | Bristol BS1 2.0 L6                                       | D    | Horace Gould          | 5         |
| Cooper-Bristol        | Bob Gerard                          | Cooper T23                                  | Bristol BS1 2.0 L6                                       | D    | Bob Gerard            | 5         |
| Cooper-Bristol        | Ecurie Richmond                     | Cooper T23                                  | Bristol BS1 2.0 L6                                       | D    | Eric Brandon          | 5         |
| Cooper-Bristol        | Ecurie Richmond                     | Cooper T23                                  | Bristol BS1 2.0 L6                                       | D    | Rodney Nuckey         | 5         |
| Vanwall               | G.A. Vandervell Vandervell Products | Vanwall Special                             | Vanwall 254 2.5 L4                                       | P    | Peter Collins         | 5, 8–9    |
| Cooper-Alta           | Peter Whitehead                     | Cooper T24                                  | Alta GP 2.5 L4                                           | D    | Peter Whitehead       | 5         |
| Klenk-BMW             | Hans Klenk                          | Klenk Meteor                                | BMW 328 2.0 L6                                           | P    | Theo Helfrich         | 6         |
| Lancia                | Scuderia Lancia                     | Lancia D50                                  | Lancia DS50 2.5 V8                                       | P    | Alberto Ascari        | 9         |
| Lancia                | Scuderia Lancia                     | Lancia D50                                  | Lancia DS50 2.5 V8                                       | P    | Luigi Villoresi       | 9         |

## Kalendar
| Rd | Datum         | Velika nagrada   | Staza             | Prvo startno mjesto   | Pobjednik vozač       | Pobjednik konstruktor    |
| -- | ------------- | ---------------- | ----------------- | --------------------- | --------------------- | ------------------------ |
| 1  | 17. siječnja  | Argentina        | Buenos Aires      | Nino Farina           | Juan Manuel Fangio    | Maserati                 |
| 2  | 31. svibnja   | Indianapolis 500 | Indianapolis      | Jack McGrath          | Bill Vukovich         | Kurtis Kraft-Offenhauser |
| 3  | 20. lipnja    | Belgija          | Spa-Francorchamps | Juan Manuel Fangio    | Juan Manuel Fangio    | Maserati                 |
| 4  | 4. srpnja     | Francuska        | Reims             | Juan Manuel Fangio    | Juan Manuel Fangio    | Mercedes                 |
| 5  | 17. srpnja    | Velika Britanija | Silverstone       | Juan Manuel Fangio    | José Froilán González | Ferrari                  |
| 6  | 1. kolovoza   | Njemačka         | Nürburgring       | Juan Manuel Fangio    | Juan Manuel Fangio    | Mercedes                 |
| 7  | 22. kolovoza  | Švicarska        | Bremgarten        | José Froilán González | Juan Manuel Fangio    | Mercedes                 |
| 8  | 5. rujna      | Italija          | Monza             | Juan Manuel Fangio    | Juan Manuel Fangio    | Mercedes                 |
| 9  | 24. listopada | Španjolska       | Pedralbes         | Alberto Ascari        | Mike Hawthorn         | Ferrari                  |

## Sustav bodovanja
| plasman      | bodovi |
| ------------ | ------ |
| 1.           | 8      |
| 2.           | 6      |
| 3.           | 4      |
| 4.           | 3      |
| 5.           | 2      |
| Najbrži krug | 1      |

- Samo 5 najboljih rezultata u 9 utrka su se računala za prvenstvo vozača.

## Rezultati utrka
| Poz. | Br. | Vozač                 | Konstruktor | Vrijeme          | Grid | Bodovi |
| ---- | --- | --------------------- | ----------- | ---------------- | ---- | ------ |
| 1.   | 2   | Juan Manuel Fangio    | Maserati    | 3 h 0 min 55,8 s | 3.   | 8      |
| 2.   | 10  | Nino Farina           | Ferrari     | + 1 min 19,0 s   | 1.   | 6      |
| 3.   | 12  | José Froilán González | Ferrari     | + 2 min 1,0 s    | 2.   | 5      |
| 4.   | 26  | Maurice Trintignant   | Ferrari     | + 1 krug         | 5.   | 3      |
| 5.   | 20  | Élie Bayol            | Gordini     | + 2 kruga        | 13.  | 2      |

| Najbrži krug | José Froilán González - 1 min 48,2 s |

| Poz. | Br. | Vozač                     | Konstruktor              | Vrijeme            | Grid | Bodovi |
| ---- | --- | ------------------------- | ------------------------ | ------------------ | ---- | ------ |
| 1.   | 14  | Bill Vukovich             | Kurtis Kraft-Offenhauser | 3 h 50 min 27,22 s | 19.  | 9      |
| 2.   | 9   | Jimmy Bryan               | Kuzma-Offenhauser        | + 1 min 9,95 s     | 3.   | 6      |
| 3.   | 2   | Jack McGrath              | Kurtis Kraft-Offenhauser | + 1 min 19,73 s    | 1.   | 5      |
| 4.   | 34  | Troy Ruttman Duane Carter | Kurtis Kraft-Offenhauser | + 2 min 52,68 s    | 11.  | 1,5    |
| 5.   | 73  | Mike Nazaruk              | Kurtis Kraft-Offenhauser | + 3 min 24,55 s    | 14.  | 2      |

| Najbrži krug | Jack McGrath - 1 min 4,04 s |

| Poz. | Br. | Vozač                               | Konstruktor | Vrijeme           | Grid | Bodovi |
| ---- | --- | ----------------------------------- | ----------- | ----------------- | ---- | ------ |
| 1.   | 26  | Juan Manuel Fangio                  | Maserati    | 2 h 44 min 42,4 s | 1.   | 9      |
| 2.   | 8   | Maurice Trintignant                 | Ferrari     | + 24,1 s          | 6.   | 6      |
| 3.   | 22  | Stirling Moss                       | Maserati    | + 1 krug          | 9.   | 4      |
| 4.   | 10  | Mike Hawthorn José Froilán González | Ferrari     | + 1 krug          | 5.   | 1,5    |
| 5.   | 18  | André Pilette                       | Gordini     | + 1 krug          | 8.   | 2      |

| Najbrži krug | Juan Manuel Fangio - 4 min 25,5 s |

| Poz. | Br. | Vozač              | Konstruktor | Vrijeme           | Grid | Bodovi |
| ---- | --- | ------------------ | ----------- | ----------------- | ---- | ------ |
| 1.   | 18  | Juan Manuel Fangio | Mercedes    | 2 h 42 min 47,9 s | 1.   | 8      |
| 2.   | 20  | Karl Kling         | Mercedes    | + 0,1 s           | 2.   | 6      |
| 3.   | 34  | Robert Manzon      | Ferrari     | + 1 krug          | 12.  | 4      |
| 4.   | 46  | Prince Bira        | Maserati    | + 1 krug          | 6.   | 3      |
| 5.   | 14  | Luigi Villoresi    | Maserati    | + 3 kruga         | 14.  | 2      |

| Najbrži krug | Hans Herrmann - 2 min 32,0 s |

| Poz. | Br. | Vozač                 | Konstruktor | Vrijeme           | Grid | Bodovi |
| ---- | --- | --------------------- | ----------- | ----------------- | ---- | ------ |
| 1.   | 9   | José Froilán González | Ferrari     | 2 h 56 min 14,0 s | 2.   | 8,14   |
| 2.   | 11  | Mike Hawthorn         | Ferrari     | + 1 min 10,0 s    | 3.   | 6,14   |
| 3.   | 33  | Onofre Marimón        | Maserati    | + 1 krug          | 27.  | 4,14   |
| 4.   | 1   | Juan Manuel Fangio    | Mercedes    | + 1 krug          | 1.   | 3,14   |
| 5.   | 10  | Maurice Trintignant   | Ferrari     | + 3 kruga         | 8.   | 2      |

| Najbrži krug | Alberto Ascari - 1 min 50,0 s Jean Behra - 1 min 50,0 s Stirling Moss - 1 min 50,0 s Juan Manuel Fangio - 1 min 50,0 s Onofre Marimón - 1 min 50,0 s Mike Hawthorn - 1 min 50,0 s José Froilán González - 1 min 50,0 s |

| Poz. | Br. | Vozač                               | Konstruktor | Vrijeme           | Grid | Bodovi |
| ---- | --- | ----------------------------------- | ----------- | ----------------- | ---- | ------ |
| 1.   | 18  | Juan Manuel Fangio                  | Mercedes    | 3 h 45 min 45,8 s | 1.   | 8      |
| 2.   | 20  | José Froilán González Mike Hawthorn | Ferrari     | + 1 min 36,5 s    | 5.   | 3      |
| 3.   | 2   | Maurice Trintignant                 | Ferrari     | + 5 min 8,6 s     | 7.   | 4      |
| 4.   | 19  | Karl Kling                          | Mercedes    | + 6 min 6,5 s     | 20.  | 4      |
| 5.   | 7   | Sergio Mantovani                    | Maserati    | + 8 min 50,5 s    | 13.  | 2      |

| Najbrži krug | Karl Kling - 9 min 55,1 s |

| Poz. | Br. | Vozač                 | Konstruktor | Vrijeme          | Grid | Bodovi |
| ---- | --- | --------------------- | ----------- | ---------------- | ---- | ------ |
| 1.   | 4   | Juan Manuel Fangio    | Mercedes    | 3 h 0 min 34,5 s | 2.   | 9      |
| 2.   | 20  | José Froilán González | Ferrari     | + 57,8 s         | 1.   | 6      |
| 3.   | 6   | Hans Herrmann         | Mercedes    | + 1 krug         | 7.   | 4      |
| 4.   | 30  | Roberto Mieres        | Maserati    | + 2 kruga        | 12.  | 3      |
| 5.   | 28  | Sergio Mantovani      | Maserati    | + 2 kruga        | 9.   | 2      |

| Najbrži krug | Juan Manuel Fangio - 2 min 39,7 s |

| Poz. | Br. | Vozač                                  | Konstruktor | Vrijeme           | Grid | Bodovi |
| ---- | --- | -------------------------------------- | ----------- | ----------------- | ---- | ------ |
| 1.   | 16  | Juan Manuel Fangio                     | Mercedes    | 2 h 47 min 47,9 s | 1.   | 8      |
| 2.   | 40  | Mike Hawthorn                          | Ferrari     | + 1 krug          | 7.   | 6      |
| 3.   | 38  | Umberto Maglioli José Froilán González | Ferrari     | + 2 kruga         | 13.  | 2 3    |
| 4.   | 12  | Hans Herrmann                          | Mercedes    | + 3 kruga         | 8.   | 3      |
| 5.   | 30  | Maurice Trintignant                    | Ferrari     | + 5 krugova       | 11.  | 2      |

| Najbrži krug | José Froilán González - 2 min 0,8 s |

 VN Španjolske
| Poz. | Br. | Vozač              | Konstruktor | Vrijeme           | Grid | Bodovi |
| ---- | --- | ------------------ | ----------- | ----------------- | ---- | ------ |
| 1.   | 38  | Mike Hawthorn      | Ferrari     | 3 h 13 min 52,1 s | 3.   | 8      |
| 2.   | 14  | Luigi Musso        | Maserati    | + 1 min 13,2 s    | 7.   | 6      |
| 3.   | 2   | Juan Manuel Fangio | Mercedes    | + 1 krug          | 2.   | 4      |
| 4.   | 10  | Roberto Mieres     | Maserati    | + 1 krug          | 11.  | 3      |
| 5.   | 4   | Karl Kling         | Mercedes    | + 1 krug          | 12.  | 2      |

| Najbrži krug | Alberto Ascari - 2 min 20,4 s |

## Poredak vozača
| Mjesto | Vozač                 | Bodovi |   |     |     |   |      |   |   |   |   |
| ------ | --------------------- | ------ | - | --- | --- | - | ---- | - | - | - | - |
| 1.     | Juan Manuel Fangio    | 42     | 8 |     | 9   | 8 | 3,14 | 8 | 9 | 8 | 4 |
| 2.     | José Froilán González | 25,14  | 5 |     | 1,5 | – | 8,14 | 3 | 6 | 3 |   |
| 3.     | Mike Hawthorn         | 24,64  | – |     | 1,5 | – | 6,14 | 3 | – | 6 | 8 |
| 4.     | Maurice Trintignant   | 17     | 3 |     | 6   | – | 2    | 4 | – | 2 | – |
| 5.     | Karl Kling            | 12     |   |     |     | 6 | –    | 4 | – | – | 2 |
| 6.     | Bill Vukovich         | 8      |   | 8   |     |   |      |   |   |   |   |
| 7.     | Hans Herrmann         | 8      |   |     |     | 1 |      | – | 4 | 3 | – |
| 8.     | Nino Farina           | 6      | 6 |     | –   | – |      |   |   |   | – |
| 9.     | Jimmy Bryan           | 6      |   | 6   |     |   |      |   |   |   |   |
| 10.    | Luigi Musso           | 6      | – |     |     |   |      |   |   | – | 6 |
| 11.    | Roberto Mieres        | 6      | – |     | –   | – | –    | – | 3 | – | 3 |
| 12.    | Jack McGrath          | 5      |   | 5   |     |   |      |   |   |   |   |
| 13.    | Stirling Moss         | 4,14   |   |     | 4   |   | 0,14 | – | – | – | – |
| 14.    | Onofre Marimón        | 4,14   | – |     | –   | – | 4,14 | – |   |   |   |
| 15.    | Robert Manzon         | 4      |   |     |     | 4 | –    | – | – | – | – |
| 16.    | Sergio Mantovani      | 4      |   |     | –   | – |      | 2 | 2 | – | – |
| 17.    | Prince Bira           | 3      | – |     | –   | 3 | –    | – |   |   | – |
| 18.    | Umberto Maglioli      | 2      | – |     |     |   |      |   | – | 2 |   |
| 19.    | André Pilette         | 2      |   |     | 2   |   | –    | – |   |   |   |
| 20.    | Luigi Villoresi       | 2      |   |     |     | 2 | –    | – |   | – | – |
| 21.    | Élie Bayol            | 2      | 2 |     |     |   |      |   |   |   |   |
| 22.    | Mike Nazaruk          | 2      |   | 2   |     |   |      |   |   |   |   |
| 23.    | Troy Ruttman          | 1,5    |   | 1,5 |     |   |      |   |   |   |   |
| 24.    | Duane Carter          | 1,5    |   | 1,5 |     |   |      |   |   |   |   |
| 25.    | Alberto Ascari        | 1,14   |   |     |     | – | 0,14 |   |   | – | 1 |
| 26.    | Jean Behra            | 0,14   | – |     | –   | – | 0,14 | – | – | – | – |
| Mjesto | Vozač                 | Bodovi |   |     |     |   |      |   |   |   |   |

- Juan Manuel Fangio je osvojio ukupno 57,14 bodova, ali samo 42 boda osvojena u pet najboljih utrka su se računala za prvenstvo vozača.
- José Froilán González je osvojio ukupno 26,64 bodova, ali samo 25,14 bodova osvojenih u pet najboljih utrka su se računala za prvenstvo vozača.

| Boja | Značenje                                                  |
| ---- | --------------------------------------------------------- |
| 5    | Osvojeni bodovi koji su se računali za prvenstvo vozača   |
| 5    | Osvojeni bodovi koji se nisu računali za prvenstvo vozača |
| –    | Vozač nije osvojio bodove u utrci                         |
|      | Vozač nije nastupao na utrci                              |

## Statistike
| Vozač                 | Postolja  | Postolja  | Postolja  | Prvo startno mjesto | Najbrži krug | Krugovi u vodstvu |
| Vozač                 | 1. mjesto | 2. mjesto | 3. mjesto | Prvo startno mjesto | Najbrži krug | Krugovi u vodstvu |
| --------------------- | --------- | --------- | --------- | ------------------- | ------------ | ----------------- |
| Juan Manuel Fangio    | 6         | -         | 1         | 5                   | 3            | 218               |
| Mike Hawthorn         | 1         | 3         | -         | -                   | 1            | 60                |
| José Froilán González | 1         | 2         | 2         | 1                   | 3            | 122               |
| Bill Vukovich         | 1         | -         | -         | -                   | -            | 90                |
| Maurice Trintignant   | -         | 1         | 1         | -                   | -            | 5                 |
| Nino Farina           | -         | 1         | -         | 1                   | -            | 21                |
| Karl Kling            | -         | 1         | -         | -                   | 1            | 18                |
| Jimmy Bryan           | -         | 1         | -         | -                   | -            | 46                |
| Luigi Musso           | -         | 1         | -         | -                   | -            | -                 |
| Jack McGrath          | -         | -         | 1         | 1                   | 1            | 47                |
| Stirling Moss         | -         | -         | 1         | -                   | 1            | 20                |
| Hans Herrmann         | -         | -         | 1         | -                   | 1            | -                 |
| Robert Manzon         | -         | -         | 1         | -                   | -            | -                 |
| Onofre Marimón        | -         | -         | 1         | -                   | -            | -                 |
| Umberto Maglioli      | -         | -         | 1         | -                   | -            | -                 |
| Alberto Ascari        | -         | -         | -         | 1                   | 2            | 48                |
| Jean Behra            | -         | -         | -         | -                   | 1            | -                 |
| Harry Schell          | -         | -         | -         | -                   | -            | 10                |
| James Daywalt         | -         | -         | -         | -                   | -            | 8                 |
| Art Cross             | -         | -         | -         | -                   | -            | 8                 |
| Sam Hanks             | -         | -         | -         | -                   | -            | 1                 |

| Konstruktor              | Postolja  | Postolja  | Postolja  | Prvo startno mjesto | Najbrži krug | Krugovi u vodstvu |
| Konstruktor              | 1. mjesto | 2. mjesto | 3. mjesto | Prvo startno mjesto | Najbrži krug | Krugovi u vodstvu |
| ------------------------ | --------- | --------- | --------- | ------------------- | ------------ | ----------------- |
| Mercedes                 | 4         | 1         | 2         | 4                   | 4            | 168               |
| Ferrari                  | 2         | 6         | 4         | 2                   | 3            | 249               |
| Maserati                 | 2         | 1         | 2         | 1                   | 2            | 98                |
| Kurtis Kraft-Offenhauser | 1         | -         | -         | 1                   | 1            | 154               |
| Kuzma-Offenhauser        | -         | 1         | -         | -                   | -            | 46                |
| Lancia                   | -         | -         | -         | 1                   | 1            | 7                 |
| Gordini                  | -         | -         | -         | -                   | 1            | -                 |

### Vodeći vozač u prvenstvu
U rubrici bodovi, prikazana je bodovna prednost vodećeg vozača ispred drugoplasiranog, dok je žutom bojom označena utrka na kojoj je vozač osvojio naslov prvaka.
| Utrka               | Vozač                            | Bodovi |
| ------------------- | -------------------------------- | ------ |
| VN Argentine        | Juan Manuel Fangio               | 2      |
| Indianapolis 500    | Juan Manuel Fangio Bill Vukovich | 0      |
| VN Belgije          | Juan Manuel Fangio               | 8      |
| VN Francuske        | Juan Manuel Fangio               | 16     |
| VN Velike Britanije | Juan Manuel Fangio               | 13,5   |
| VN Njemačke         | Juan Manuel Fangio               | 18,5   |
| VN Švicarske        | Juan Manuel Fangio               | 18,36  |
| VN Italije          | Juan Manuel Fangio               | 16,86  |
| VN Španjolske       | Juan Manuel Fangio               | 16,86  |

| Logotip Zajedničkog poslužitelja | Zajednički poslužitelj ima još gradiva o temi Formula 1 - Sezona 1954. |

| Sezone Formule 1 | Sezone Formule 1 |
| --- | ---------------- |
| |                  |
| 1950. \| 1951. \| 1952. \| 1953. \| 1954. \| 1955. \| 1956. \| 1957. \| 1958. \| 1959. 1960. \| 1961. \| 1962. \| 1963. \| 1964. \| 1965. \| 1966. \| 1967. \| 1968. \| 1969. 1970. \| 1971. \| 1972. \| 1973. \| 1974. \| 1975. \| 1976. \| 1977. \| 1978. \| 1979. 1980. \| 1981. \| 1982. \| 1983. \| 1984. \| 1985. \| 1986. \| 1987. \| 1988. \| 1989. 1990. \| 1991. \| 1992. \| 1993. \| 1994. \| 1995. \| 1996. \| 1997. \| 1998. \| 1999. 2000. \| 2001. \| 2002. \| 2003. \| 2004. \| 2005. \| 2006. \| 2007. \| 2008. \| 2009. 2010. \| 2011. \| 2012. \| 2013. \| 2014. \| 2015. \| 2016. \| 2017. \| 2018. \| 2019. 2020. \| 2021. \| 2022. \| 2023. \| 2024. \| 2025. \| 2026. \| 2027. \| 2028. \| 2029. |                  |

| Sezone Formule 1 | Sezone Formule 1 |
| --- | ---------------- |
| |                  |
| 1950. \| 1951. \| 1952. \| 1953. \| 1954. \| 1955. \| 1956. \| 1957. \| 1958. \| 1959. 1960. \| 1961. \| 1962. \| 1963. \| 1964. \| 1965. \| 1966. \| 1967. \| 1968. \| 1969. 1970. \| 1971. \| 1972. \| 1973. \| 1974. \| 1975. \| 1976. \| 1977. \| 1978. \| 1979. 1980. \| 1981. \| 1982. \| 1983. \| 1984. \| 1985. \| 1986. \| 1987. \| 1988. \| 1989. 1990. \| 1991. \| 1992. \| 1993. \| 1994. \| 1995. \| 1996. \| 1997. \| 1998. \| 1999. 2000. \| 2001. \| 2002. \| 2003. \| 2004. \| 2005. \| 2006. \| 2007. \| 2008. \| 2009. 2010. \| 2011. \| 2012. \| 2013. \| 2014. \| 2015. \| 2016. \| 2017. \| 2018. \| 2019. 2020. \| 2021. \| 2022. \| 2023. \| 2024. \| 2025. \| 2026. \| 2027. \| 2028. \| 2029. |                  |